# مات كاري
مات كاري (بالإنجليزية: Matt Carey)‏ (و. 1992  م) هو لاعب هوكي الجليد كندي، ولد في هاميلتون.

## التعليم
تعلم في جامعة سانت لورانس.

## روابط خارجية
- مات كاري على موقع دوري الهوكي الوطني (الإنجليزية)
- مات كاري على موقع EliteProspects.com (الإنجليزية)
- مات كاري على موقع Eurohockey.com (الإنجليزية)
- مات كاري على موقع HockeyDB.com (الإنجليزية)
- مات كاري على موقع Hockey-Reference.com (الإنجليزية)